# Jean-Philibert Dessaignes
 (septembre 2017).
Si vous disposez d'ouvrages ou d'articles de référence ou si vous connaissez des sites web de qualité traitant du thème abordé ici, merci de compléter l'article en donnant les références utiles à sa vérifiabilité et en les liant à la section « Notes et références ».
Pour les articles homonymes, voir Dessaignes.
Jean-Philibert Dessaignes, né au Puy-en-Velay le 27 décembre 1762 et mort à Vendôme le 21 janvier 1832, est un philosophe et physicien français. Il est le créateur et fut directeur du collège de Vendôme.
Il est le père de François-Philibert Dessaignes (1805-1897), un homme politique, agronome et philanthrope et de Victor Dessaignes (1800-1885), un chimiste.

## Biographie
Jean-Philibert Dessaignes est né dans une famille du Puy (Haute-Loire) active dans la fabrication de dentelles[réf. nécessaire]. Il fait des études classiques et se voue à l'instruction en professant la philosophie au sein de la congrégation de l'Oratoire à Vendôme[réf. nécessaire]. À l'abolition des congrégations enseignantes par les lois révolutionnaires, il demeure professeur dans l'établissement qui devint l'école centrale du département[réf. nécessaire]. Il poursuit ses études à l'École normale à Paris[Laquelle ?] et reçut les leçons de Berthollet, Monge, Lagrange[réf. nécessaire]. Il ouvre à Vendôme en 1795 un pensionnat privé dans l'ancien collège de l'Oratoire et le dirige pendant trente ans[réf. nécessaire]. Il y enseigne la philosophie et la physique. 
Il effectue des travaux sur la phosphorescence, l’électricité. On lui doit la découverte de phénomène électriques qui résultent du contact de deux métaux de nature identique et ne différant que par leur température[réf. nécessaire]. Ses travaux paraissent dans les Annales de Chimie et Physique en 1809 et 1816[réf. nécessaire]. Il écrit une volumineuse Études de l'homme moral fondées sur les rapports de ses facultés avec son organisation qui sera publiée à titre posthume en 1881 (Édition Delalain Frères).